# Microdes epicryptis
Microdes epicryptis là một loài bướm đêm trong họ Geometridae.